# Kommunalvalet i Göteborg 2018
Kommunalvalet i Göteborg 2018 hölls den 9 september 2018, samtidigt som riksdags- och landstingsvalet och denna sida redovisar valresultatet för kommunalvalet i Göteborgs kommun.

## Resultat
| Parti                | Parti                    | Röster  | Röster   | Röster | Mandatfördelning | Mandatfördelning |
| Parti                | Parti                    | Antal   | %        | +− %   | Antal            | +−               |
| -------------------- | ------------------------ | ------- | -------- | ------ | ---------------- | ---------------- |
|                      | Socialdemokraterna       | 72 514  | 20,47 %  | ▼1,92  | 17               | ▼3               |
|                      | Demokraterna             | 60 013  | 16,95 %  | ▲16,95 | 14               | ▲14              |
|                      | Moderata samlingspartiet | 51 449  | 14,53 %  | ▼7,80  | 12               | ▼8               |
|                      | Vänsterpartiet           | 44 499  | 12,56 %  | ▲3,12  | 11               | ▲3               |
|                      | Sverigedemokraterna      | 29 354  | 8,29 %   | ▲1,27  | 7                | ▲1               |
|                      | Liberalerna              | 25 602  | 7,23 %   | ▼0,89  | 6                | ▼1               |
|                      | Miljöpartiet de Gröna    | 24 576  | 6,94 %   | ▼3,72  | 6                | ▼3               |
|                      | Centerpartiet            | 13 989  | 3,95 %   | ▲1,39  | 3                | ▲3               |
|                      | Kristdemokraterna        | 11 773  | 3,32 %   | ▼0,63  | 3                | ▬ 0              |
|                      | Feministiskt Initiativ   | 8 152   | 2,30 %   | ▼1,66  | 2                | ▼1               |
|                      | Vägvalet                 | 6 758   | 1,91 %   | ▼2,98  | 0                | ▼5               |
|                      | Övriga partier           | 5 481   | 1,55 %   | ▼3,13  | —                | —                |
| Antal giltiga röster | Antal giltiga röster     | 354 160 | 100,00 % | —      | 81               | —                |
| Valdeltagande        | Valdeltagande            | 357 569 | 81,05 %  | ▲1,85  |                  |                  |

### Partiernas starkaste valdistrikt
| Parti                            | Valdistrikt                          | Valdistrikt | Kommun  |
| Parti                            | Starkaste                            | Andel       | Andel   |
| -------------------------------- | ------------------------------------ | ----------- | ------- |
| S                                | Östra Göteborg, Bergsjön, Östra      | 59,08 %     | 20,47 % |
| DEM                              | Askim-Frölunda-Högsbo, Hovås, Södra  | 44,25 %     | 16,95 % |
| M                                | Askim-Frölunda-Högsbo, Uggleberget   | 39,81 %     | 14,53 % |
| V                                | Majorna-Linné, Klareborgsgatan m fl  | 36,01 %     | 12,56 % |
| SD                               | Askim-Frölunda-Högsbo, Järnbrott, Ö  | 19,24 %     | 8,29 %  |
| L                                | Askim-Frölunda-Högsbo, Billdal, N    | 14,34 %     | 7,23 %  |
| MP                               | Majorna-Linné, Masthugget, Övre      | 17,37 %     | 6,94 %  |
| C                                | Centrum, Mossen                      | 11,95 %     | 3,95 %  |
| KD                               | Västra Göteborg, Donsö-Vrångö        | 39,91 %     | 3,32 %  |
| FI                               | Lundby, Brämaregården, Södra         | 8,24 %      | 2,30 %  |
| VV                               | Norra Hisingen, Åketorp              | 5,06 %      | 1,91 %  |
| KP                               | Östra Göteborg, Gregorianska g. m fl | 2,51 %      | 0,49 %  |
| RS                               | Angered, Hammarkullen, Västra        | 18,31 %     | 0,32 %  |
| Data hämtat från Valmyndigheten. |                                      |             |         |

Exklusive uppsamlingsdistrikt

## Valda ledamöter
Kommunfullmäktige i Göteborgs kommun har 81 ordinarie ledamöter.
| Kommunfullmäktigeledamöter valda 2018 | Kommunfullmäktigeledamöter valda 2018 | Kommunfullmäktigeledamöter valda 2018 | Kommunfullmäktigeledamöter valda 2018 | Kommunfullmäktigeledamöter valda 2018 | Kommunfullmäktigeledamöter valda 2018 | Kommunfullmäktigeledamöter valda 2018 | Kommunfullmäktigeledamöter valda 2018 |
| ------------------------------------- | ------------------------------------- | ------------------------------------- | ------------------------------------- | ------------------------------------- | ------------------------------------- | ------------------------------------- | ------------------------------------- |
| MP                                    | Åse-Lill Törnqvist, 3:e vice ordf.    | MP                                    | Abdullahi Mohamed                     | S                                     | Admir Ramadanovic                     | SD                                    | Agneta Kjaerbeck                      |
| M                                     | Toni Orsulic                          | S                                     | Ali Moeeni Taghavi                    | M                                     | Anders PD Svensson                    | M                                     | Anders Sundberg                       |
| D                                     | Jahja Zeqiraj                         | L                                     | Ann Catrine Fogelgren                 | S                                     | Ann-Sofie Hermansson                  | D                                     | Anna Karin Hammarstrand               |
| V                                     | Håkan Eriksson, 2:e vice ordf.        | M                                     | Anneli Rhedin, ordf.                  | S                                     | Aslan Akbas                           | L                                     | Axel Darvik                           |
| M                                     | Axel Josefson                         | D                                     | Bengt-Åke Harrysson                   | V                                     | Bettan Andersson                      | SD                                    | Björn Tidland                         |
| MP                                    | Bosse Parbring                        | S                                     | Camilla J R-M Widman                  | SD                                    | Christer Hätting                      | V                                     | Daniel Bernmar                        |
| KD                                    | David Lega                            | MP                                    | Emmali Jansson                        | C                                     | Emmyly Bönfors                        | L                                     | Eva Flyborg                           |
| V                                     | Gertrud Ingelman                      | M                                     | Hampus Magnusson                      | M                                     | Hanna Friberg                         | V                                     | Hanna Klang                           |
| V                                     | Helen Edenryd                         | L                                     | Helene Odenjung                       | D                                     | Henrik Munck                          | S                                     | Håkan O Hallengren                    |
| S                                     | Ingrid Andreae                        | D                                     | Iréne Sjöberg-Lundin                  | D                                     | Jan-Olof Ekelund                      | V                                     | Jenny Broman                          |
| D                                     | Jessica Blixt                         | SD                                    | Jimmy Ståhl                           | V                                     | Johan Zandin                          | V                                     | Johanna Elisasson                     |
| S                                     | Jonas Attenius                        | M                                     | Jonas Ransgård                        | SD                                    | Jörgen Fogelklou                      | KD                                    | Kalle Bäck                            |
| D                                     | Karin Lindberg                        | MP                                    | Karin Pleijel                         | SD                                    | Karl Robbjens                         | L                                     | Kristina Bergman Alme                 |
| M                                     | Kristina Tharing                      | S                                     | Lena Landén Ohlsson                   | KD                                    | Maria Berntsson                       | M                                     | Marie-Louise Hänel Sandström          |
| D                                     | Mariette Risberg                      | S                                     | Marina Johansson                      | S                                     | Mariya Voyvodova                      | D                                     | Martin Wannholt                       |
| M                                     | Mattias Tykesson                      | V                                     | Mikael Wallgren                       | C                                     | Naod Habtemichael                     | S                                     | Patrick Gladh                         |
| SD                                    | Pernilla Taxén Börjesson              | D                                     | Peter Danielsson                      | L                                     | Pär Gustafsson, 1:e vice ordf.        | S                                     | Roshan Yigit                          |
| C                                     | Sabina Music                          | S                                     | Shadiye Heydari                       | S                                     | Shahbaz Khan                          | M                                     | Sofie Gyllenwaldt                     |
| FI                                    | Stina Svensson                        | S                                     | Susanne Ligander Sillberg             | FI                                    | Teysir Subhi                          | V                                     | Tony Haddou                           |
| D                                     | Ulf Bodström                          | MP                                    | Ulf Kamne                             | D                                     | Veronica Öjeskär                      |                                       |                                       |
| S                                     | Viktoria Tryggvadottir                | D                                     | Åse Victorin                          |                                       |                                       |                                       |                                       |